# Robert Weede
Robert Weede, nome d'arte di Robert Wiedefeld (Baltimora, 22 febbraio 1903 – Walnut Creek, 9 luglio 1972), è stato un baritono statunitense.

## Biografia
Studiò canto alla Eastman School of Music e poi al Conservatorio Giuseppe Verdi di Milano. Debuttò quindi al Metropolitan Opera House di New York nel 1937, nel ruolo di Tonio in Pagliacci. Al Metropolitan cantò anche il ruolo del protagonista in Rigoletto (con Jussi Björling), Amonasro (Aida), Manfredo (L'amore dei tre re), Shaklovity (Khovanshchina) e Scarpia (Tosca). Nel ruolo di Rigoletto debuttò a Chicago (1939), San Francisco (1940) e alla New York City Opera (1948).
In quest'ultimo teatro Weede cantò anche in Pagliacci e alla prima mondiale di Troubled Island di  William Grant Still con Marie Powers, Marguerite Piazza e Robert McFerrin. Cantò anche a Città del Messico con Maria Callas nel 1950 in Aida e Tosca.  Cantò poi di nuovo con la Callas a Chicago, in Il trovatore e Madama Butterfly.
Nel 1956 ottenne un grande successo a Broadway nel ruolo di Tony Esposito in The Most Happy Fella di Frank Loesser che venne poi inciso dalla Columbia Records.  A Broadway cantò anche in Milk and Honey (1961-63, anche questo registrato) e Cry for Us All (1970).  
Fra le sue incisioni discografiche vi sono romanze da Carmen, per la Columbia nel 1946, con Risë Stevens e la direzione di Georges Sébastian e un album di arie di Verdi per la Capitol Records nel 1953, con la direzione di Nicola Rescigno. Nel 2006 la Lebendige Vergangenheit pubblicò un CD con arie delle sue incisioni di Bizet e Verdi e varie incisioni dal vivo eseguite fra il 1948 ed il 1954.
Weede offrì spesso supporto a giovani cantanti, specialmente a  John Alexander, Dominic Cossa, Mario Lanza, Seymour Schwartzman e Norman Treigle.
Morì a Walnut Creek nel 1972.